# Замах (фільм, 1972)
«Замах» (фр. L'Attentat, у радянському прокаті — «Викрадення в Парижі» (рос. Похищение в Париже)) — франко-італійсько-німецький фільм-трилер 1972 року, поставлений режисером Івом Буассе. Фільм був натхненний справою марокканського політичного діяча Бен Барки.

## Сюжет
Великий політичний діяч однієї з країн «третього світу» Садіель (Джан Марія Волонте) вирішує після довгих років еміграції у Швейцарії повернутися на батьківщину, навіть попри те, що там його чекає страта. Він хоче повернутися тому, що в країні складається сильна опозиція панівному режиму, і ще тому, що він знудився за рідним небом, за любими серцю сутінками і світанками. Про його рішення стає відомо тим, хто не зацікавлений у поверненні Садіеля, і вони вирішують ліквідувати його. Це група фінансових і політичних ділків, що знаходяться в тісному контакті з силами поліції, державної безпеки, просто з кримінальними елементами. Їх необмеженою підтримкою користується похмурий міністр внутрішніх справ полковник Кассар (Мішель Пікколі), який колись був серед друзів Садіеля, але потім обрав для себе не шлях боротьби за інтереси рідного народу, а шлях руху до неправої влади і тиранії.
Поки Садіель продовжує працювати в Женеві — не за горами Конференція солідарності народів трьох континентів, в підготовці і проведенні якої він стане найдієвішою силою.
Кассар не має наміру чекати наступного Різдва. У нього є приманка, «підсадна качка» — журналіст Франсуа Дар'єн (Жан-Луї Трентіньян), з яким Садіель подружився ще в підпіллі і якому довіряє. Йому невідомо, що Дар'єн був заарештований, на допиті розколовся, дозволив себе завербувати таємній поліції і направлений в Женеву з метою виманити Садіеля до Парижа. Привід — телепередача про долі країн третього світу: природно, який політичний лідер втратить можливість звернутися до народу.

## У ролях
| • Жан-Луї Трентіньян | … | Франсуа Дар'єн, журналіст                  |
| • Мішель Пікколі     | … | полковник Кассар                           |
| • Джин Сіберг        | … | Едіт Лемуан                                |
| • Джан Марія Волонте | … | Садіель                                    |
| • Мішель Буке        | … | Лемпер                                     |
| • Бруно Кремер       | … | Мішель Вінью, адвокат Садіеля              |
| • Данієль Івернель   | … | Антуан Акконетті                           |
| • Філіпп Нуаре       | … | П'єр Ґарса                                 |
| • Франсуа Пер'є      | … | комісар Рене Руана                         |
| • Рой Шайдер         | … | Майкл Говард, кореспондент телебачення США |
| • Жак Франсуа        | … | Лестьєн, глава французької розвідки        |
| • Жан Буїз           | … | високопоставлений французький поліцейський |
| • Дені Мануель       | … | Азаб, магрибський студент                  |
| • Карін Шуберт       | … | Сабіна                                     |
| • Найджел Девенпорт  | … | співробітник ЦРУ                           |

## Знімальна група
- Автор сценарію — Бен Барзмен, Басиліо Франкіна, Хорхе Семпрун
- Режисер-постановник — Ів Буассе
- Продюсер — Джуліані Дж. Де Негрі, Івон Гезель, Тулліо Одевайне, Альфонсо Сансоне
- Оператор — Рікардо Аронович
- Композитор — Енніо Морріконе
- Монтаж — Альбер Юргенсон
- Художник-постановник — Марк Десаже
- Художник з костюмів — П'єр Нуррі
- Звук — Жан-Клод Льоре

## Саундтрек
Автор музики Енніо Морріконе. 
| #     | Назва                           | Тривалість |
| ----- | ------------------------------- | ---------- |
| 1.    | «Midi A Saint-Germain Des Pres» | 3:52       |
| 2.    | «L'Attentat»                    | 4:36       |
| 3.    | «Trahisson Politique»           | 5:31       |
| 4.    | «Valse A L'Ambassade»           | 3:25       |
| 5.    | «Symphonie Pour L'Attentat»     | 17:12      |
| 34:36 |                                 |            |

## Нагороди та номінації
| Список нагород та номінацій           | Список нагород та номінацій | Список нагород та номінацій | Список нагород та номінацій | Список нагород та номінацій | Список нагород та номінацій |
| Кінофестиваль/Кінопремія              | Рік                         | Категорія                   | Номінант(и)                 | Результат                   | Дж                          |
| ------------------------------------- | --------------------------- | --------------------------- | --------------------------- | --------------------------- | --------------------------- |
| Московський міжнародний кінофестиваль | 1973                        | Золотий приз                | Замах                       | Номінація                   |                             |
| Московський міжнародний кінофестиваль | 1973                        | Срібний приз                | Замах                       | Перемога                    |                             |